# Léon Dagain
Léon Dagain, né le 11 juillet 1896 à Saint-Loup-de-la-Salle (devenue Saint-Loup-Géanges) (Saône-et-Loire), mort le 3 janvier 1958, à Paris, est une personnalité politique de la Quatrième République française. Membre du parti socialiste SFIO, résistant, député du département de la Nièvre, de 1945 à son décès, il se spécialise dans les problèmes des PTT, administration dont il était issu professionnellement. Rapporteur du budget des PTT, lié aux syndicalistes de la fédération Force ouvrière, intervenant important, sinon décisif, lors de deux mouvements sociaux de la corporation des PTT, il peut être inclus parmi les acteurs du syndicalisme des PTT, dont il était adhérent.

## Repères biographiques
Après la guerre de 1914-1918, qu'il effectue dans l'infanterie, Léon Dagain, entre aux PTT après avoir réussi le concours des surnuméraires. Commis des PTT, il gravit ensuite les échelons d'une carrière postale : rédacteur, inspecteur, inspecteur principal.
Adhérent dès la guerre à la SFIO, c'est au sein de ce parti qu'il évolue jusqu'à l'élection de député, en 1945.
Mais auparavant, il avait été élu au conseil municipal de Nevers en 1935. Il y eut surtout la Résistance, très forte dans ce département de la Nièvre, avec la montagne morvandelle pour zones de maquis, et qui avait une forte tradition de luttes populaires depuis la Seconde République. En 1942, Léon Dagain est chef départemental de Résistance PTT, et leader clandestin du parti socialiste SFIO. En 1944, il fait partie du Comité départemental de Libération.
Dès les élections générales de l'automne 1945, il est élu député, sur la liste SFIO qu'il conduit. À l'Assemblée, il est le spécialiste des PTT, profession où il a des contacts particuliers avec les syndicalistes de sa mouvance idéologique, d'abord à la CGT puis à Force ouvrière. Lors du mouvement de grève lancé fin juillet - début août 1946 par des postiers qui reprochent à la direction communiste de la fédération postale son attentisme face à un gouvernement où le ministre de la Fonction publique est le dirigeant du PCF Maurice Thorez, le rôle de "médiateur" de Léon Dagain est sans doute décisif. La reprise du travail a lieu au bout de quelques jours, mais le Comité national de grève, constitué en opposition à la fédération CGT est quasiment reconnu comme interlocuteur. De ce comité de grève est issu la Fédération syndicaliste des PTT, qui rallie Force ouvrière.
De même, intervient-il lors des grèves des services publics de 1953 qui se déroulent en août, après avoir pris corps aux PTT.
Les domaines où ce député qui n'a jamais été ministre est intervenu dépassent évidemment les seuls PTT : Europe, CED, etc. Mais cet ancien postier a surtout laissé son empreinte dans les PTT de la Quatrième République.
Il est inhumé au Cimetière Jean-Gautherin à Nevers.

## Distinctions
- Chevalier de la Légion d'honneur (2 septembre 1954)[2]
- Croix de guerre 1914–1918
- Croix de guerre 1939–1945, palme de bronze

## Sources
- Ressources relatives à la vie publique :   - base Léonore
  - Base Sycomore
- Dictionnaire des parlementaires français de la Quatrième République.
- Alain Bergounioux : Force ouvrière. Seuil, Paris 1975.
- Jean-François Noël : Les postiers, la grève et le service public. F. Maspero, 1977.